# Alvania bakeri
Alvania bakeri är en snäckart som beskrevs av Bartsch 1910. Alvania bakeri ingår i släktet Alvania och familjen Rissoidae. Inga underarter finns listade i Catalogue of Life.